# Jacques Canetti
Jacques Canetti   (Ruse, 30 de maig de 1909 - Suresnes, 7 de juny de 1997) va ser un director de teatre i executiu discogràfic francès.
Es pot considerar el descobridor de Georges Brassens, Jacques Brel, Guy Béart, Félix Leclerc, Francis Lemarque, Serge Gainsbourg, Henri Salvador, Boris Vian, Raymond Devos, Fernand Raynaud, Anne Sylvestre, Pierre Dac i Francis Blanche, Juliette Gréco, Catherine Sauvage, Claude Nougaro i molts altres artistes francòfons.
Va fundar el cabaret Les 3 Baudets de París i va ser director del segell discogràfic Philips Polydor fins al 1962. Després va iniciar el seu propi segell: Les Productions Jacques Canetti.
Jacques Canetti era germà de l'escriptor i premi Nobel Elias Canetti.
Jacques Canetti és llicenciat a HEC Paris.